# Gary Wilson
Gary Wilson (Wallsend, 11 agosto 1985) è un giocatore di snooker inglese.

## Carriera
Gary Wilson è diventato professionista nel 2004.
Il suo periodo di giocatore però, è durato solo fino al 2006 e dovette aspettare fino al 2013 per riottenere una tour card.
La sua seconda parte da carriera gli ha dato molte più soddisfazioni: infatti nel 2015 ha raggiunto a sorpresa la finale del China Open, persa poi 10-2 contro Mark Selby.
Al Campionato mondiale 2019 l'inglese ha compiuto uno straordinario cammino perdendo solo in semifinale contro un ineguagliabile Judd Trump per 17-11.
Nella stagione 2019-2020 raggiunge le semifinali al Six-Red World Championship e allo European Masters.

## Ranking
| Stagione  | Ranking iniziale | Ranking finale |
| --------- | ---------------- | -------------- |
| 2004-2005 | Non classificato | 80             |
| 2005-2006 | 79               | 77             |
| 2013-2014 | Non classificato | 83             |
| 2014-2015 | 65               | 34             |
| 2015-2016 | 34               | 42             |
| 2016-2017 | 42               | 57             |
| 2017-2018 | 57               | 40             |
| 2018-2019 | 40               | 20             |
| 2019-2020 | 20               | 18             |
| 2020-2021 |                  |                |

### Break Massimi da 147: 2
| N° | Anno | Competizione                       | Avversario   | Note          |
| -- | ---- | ---------------------------------- | ------------ | ------------- |
| 1  | 2013 | German Masters Qualificazioni      | Ricky Walden | [ 11 ] [ 12 ] |
| 2  | 2017 | Campionato mondiale Qualificazioni | Josh Boileau | [ 13 ]        |

## Tornei vinti

### Titoli Non-Ranking: 1
| Titoli Non-Ranking | Titoli Non-Ranking | Titoli Non-Ranking | Titoli Non-Ranking |
| ------------------ | ------------------ | ------------------ | ------------------ |
| Competizione       | Anno               | Avversario         | Note               |
| Challenge Tour 4   | 2004               | Jin Long           | [ 14 ]             |

## Finali perse

### Titoli Non-Ranking: 1
| Titoli Ranking | Titoli Ranking | Titoli Ranking | Titoli Ranking |
| -------------- | -------------- | -------------- | -------------- |
| Competizione   | Anno           | Avversario     | Note           |
| China Open     | 2015           | Mark Selby     | [ 2 ]          |
| British Open   | 2021           | Mark Williams  | [ 15 ]         |

| Titoli Non-Ranking | Titoli Non-Ranking | Titoli Non-Ranking | Titoli Non-Ranking |
| ------------------ | ------------------ | ------------------ | ------------------ |
| Competizione       | Anno               | Avversario         | Note               |
| Challenge Tour 2   | 2003               | Hugh Abernethy     | [ 16 ]             |